# Die Pille war an allem schuld
Die Pille war an allem schuld (Prudence and the Pill) ist der Titel einer britischen Filmkomödie aus dem Jahr 1968.

## Handlung
Gerald Hardcastle, Präsident einer der größten Banken Londons, ist seit zwölf Jahren mit Prudence verheiratet. Sie haben ein großes Haus mit Park, ein Dienstmädchen – Rose – sowie einen Chauffeur – Ted. Sie führen eine moderne Ehe mit getrennten Interessen, getrennten Zimmern, und bei ihnen läuft schon lange nichts mehr.
Gerald hat auch einen Bruder, Henry. Der und seine Frau Grace sind noch ganz altmodisch, sie lieben sich und haben eine Tochter, Geraldine. Eines Abends ertappen die beiden ihre Tochter mit einem Mann im Bett. Papa nimmt sich den Jüngling zur Brust; Tony ist aus gutem Hause, Waise und Tante Roberta sein Vormund. Mama unterzieht ihr Töchterchen ebenfalls einem Kreuzverhör, vor allem wegen einer möglichen Schwangerschaft. Geraldine nimmt Thenol, die Pille. Grace will wissen, woher sie die denn habe. Nun, halt aus Mamas Nachttischschublade, und damit die nichts merkt, hat sie die entnommenen immer wieder mit Aspirintabletten ersetzt. Sogleich überläuft es Mama abwechselnd heiß und kalt, und ihr Gatte wird sofort mit der Vergrößerung der Familie vertraut gemacht.
Henry erzählt die Geschichte vom Pillentausch seinem Bruder. Gerald hat den Namen „Thenol“ irgendwo schon gelesen, aber wo? Richtig! Er findet die Tabletten bei seiner Frau. Und sogleich vermutet er: Sie hat einen Liebhaber! Aber wer ist es? Das muss er unbedingt mit jemandem besprechen, und zwar mit Elizabeth, seiner heimlichen Geliebten. Sie schlägt ihm vor, es doch seiner Nichte Geraldine gleichzutun. Das macht er denn auch und tauscht Prudences Pillen gegen Aspirin aus.
Ted und Rose haben auch ein heimliches Techtelmechtel. Er hat ohne ihr Wissen die Pille besorgt, sie in ein Vitaminpillen-Fläschchen umgefüllt und ihr dringend zur täglichen Einnahme empfohlen. Rose will aber keine Vitamine, sie will die Pille. Folglich tauscht sie die Vitamine gegen die vermeintlichen Pillen aus dem Nachttisch ihrer Herrin um.
Der Frühling ist da, und Rose ist schwanger. Sie heult und zetert, und die Sache mit dem Pillentausch kommt heraus. Erst als die Hardcastles ihr und Ted bei der Gestaltung einer gemeinsamen Zukunft helfen wollen, beruhigt sie sich wieder.
Eines Tages treffen Tony und Geraldine beim Pferderennen zufällig auf Gerald und Elizabeth. Gerald ist das äußerst peinlich, aber seine Nichte findet das cool. Sie verspricht, Stillschweigen zu wahren. Elizabeth reicht es jetzt mit Geralds heimlichem Getue, sie trennt sich von ihm. Ein Abschiedsbrief, und das war’s. Gerald steckt ihr Schreiben in seine Anzugjacke.
Streit gibt es aber auch zu Hause. Die beiden Hardcastle-Brüder wollten eigentlich mit ihren Frauen samt Geraldine, Tony und dessen Tante nach Cornwall fahren, um sich näher kennenzulernen. Aber Prudence gibt vor, krank zu sein, um nicht mitfahren zu können. Ihr Mann traut ihr aber nicht.
Durch Zufall entdeckt er den wahren Grund. Sie will mit ihrem Geliebten verreisen, einem Dr. Hewitt, der ihr immer die Pille verschreibt. Gerald stellt Prudence zur Rede, aber die hat Gegenargumente: Elizabeths Brief ist gefunden worden, als der Anzug zur Reinigung sollte. Sie werfen sich ihre gegenseitige Verachtung zu und sprechen von Scheidung, aber er versagt ihr seine Zustimmung. Prudence zieht dennoch aus, und Gerald fährt ohne sie mit den anderen nach Cornwall.
Als Gerald nach London zurückkehrt, bittet ihn Prudence um ein Treffen. Sie lebt jetzt bei ihrem Geliebten und möchte ihn heiraten. Sie will erneut die Scheidung. Gerald hat es damit nicht so eilig, wohl aber Prudence, denn sie ist schwanger. Unverhofft sieht Gerald Elizabeth auf der Straße wieder. Auch sie ist schwanger, von ihm. Jetzt will und kann er sie sofort heiraten. Als dann Dr. Hewitt selbst wegen der Scheidung zaghaft einen neuen Versuch startet, rennt er offene Türen ein. Und da auch Geraldine längst schwanger ist, bringen sie, Grace, Elizabeth, Prudence und Rose ihre Kinder zur Welt, wobei Rose mit ihren Zwillingen besonders erfolgreich ist.

## Kritiken
- Die Kritiker fanden, dass in den Film zu viel hineingepackt wurde, zu viele Akteure und zu viele Nebenhandlungen. Darunter habe der Film gelitten.

- „Prudence and the Pill, die erste Filmkomödie, die sich mit der neuen Anti-Baby-Pille befasste, erntete 1968 traurige Berühmtheit. Wie konnten solch prominente Schauspieler wie Niven, Kerr, Robert Coote und Dame Edith Evans in diesen Hochglanz-Quatsch hineingeraten? Prudence and the Pill war nicht nur witzlos, sondern wurde auch innerhalb eines Jahres nach der Veröffentlichung anachronistisch.“ (Hal Erickson, All Movie Guide)[1]

- „Wenigstens David Niven macht eine gute Figur in der Komödie, deren Regie – nach Differenzen mit dem Produzenten – von J. Fielder Cook an Ronald Neame überging.“ (Lexikon des internationalen Films)[2]

- „Unter diesen Umständen ist es verständlich, dass die Schauspieler alle ein wenig gehetzt aussehen. In der Tat, der einzige Überlebende dieses Desasters ist Regisseur Fielder Cook, der es schaffte, sich aus dem Staub zu machen, bevor der Film beendet war – was ihm einen ungerechtfertigten Pluspunkt beim Publikum verschafft.“ (Time)

- Roger Ebert meinte am 10. September 1968 sinngemäß, dass der Film von Anfang an eine lausige Idee war, und das beste, was darüber zu sagen sei, ist, dass er inkompetent gemacht worden sei.[3]